# Anastasis (альбом)
Anastasis — восьмий студійний альбом гурту Dead Can Dance, випущений в серпні 2012 року. Перший доробок гурту після возз'єднання, випущений через 16 років після попереднього альбому Spiritchaser.

## Реакція критиків
Український Тиждень: «У радикально нове австралійці не вдарилися, і це заспокоює. Звук став об'ємнішим, акуратнішим і чіткішим. Наче світлина, якість якої ретельно поліпшували протягом тривалого часу, прибираючи ефект розмиття. Проте дещо й втратилося. В Anastasis хоч і відбуваються екзотично-шаманські священнодійства, але вже на ретельно спорудженій сцені, під світлом софітів і з чітко виваженою дикістю».

## Список пісень
Автор музики і слів Dead Can Dance (Брендан Перрі та Ліза Джеррард). 
| #     | Назва                    | Тривалість |
| ----- | ------------------------ | ---------- |
| 1.    | «Children of the Sun»    | 7:33       |
| 2.    | «Anabasis»               | 6:50       |
| 3.    | «Agape»                  | 6:54       |
| 4.    | «Amnesia»                | 6:36       |
| 5.    | «Kiko»                   | 8:01       |
| 6.    | «Opium»                  | 5:44       |
| 7.    | «Return of the She-King» | 7:51       |
| 8.    | «All in Good Time»       | 6:37       |
| 56:06 |                          |            |

Список пісень на LP
| Side A | Side A                | Side A     |
| #      | Назва                 | Тривалість |
| ------ | --------------------- | ---------- |
| 1.     | «Children of the Sun» | 7:34       |
| 2.     | «Anabasis»            | 6:50       |

| Side B | Side B    | Side B     |
| #      | Назва     | Тривалість |
| ------ | --------- | ---------- |
| 1.     | «Agape»   | 6:53       |
| 2.     | «Amnesia» | 6:36       |

| Side C | Side C  | Side C     |
| #      | Назва   | Тривалість |
| ------ | ------- | ---------- |
| 1.     | «Kiko»  | 8:03       |
| 2.     | «Opium» | 5:42       |

| Side D | Side D                   | Side D     |
| #      | Назва                    | Тривалість |
| ------ | ------------------------ | ---------- |
| 1.     | «Return of the She-King» | 7:47       |
| 2.     | «All in Good Time»       | 6:34       |

## Чарти
| Чарт (2012)                                  | Найвища позиція |
| -------------------------------------------- | --------------- |
| Австрія Austrian Albums (Ö3 Austria)         | 24              |
| Бельгія Belgian Albums (Ultratop Flanders)   | 11              |
| Бельгія Belgian Albums (Ultratop Wallonia)   | 5               |
| Чехія Czech Albums (ČNS IFPI)                | 15              |
| Нідерланди Dutch Albums (MegaCharts)         | 6               |
| Франція French Albums (SNEP)                 | 13              |
| Німеччина German Albums (Offizielle Top 100) | 7               |
| Ірландія Irish Albums (IRMA)                 | 34              |
| 4                                            |                 |
| Італія Italian Albums (FIMI)                 | 13              |
| Польща Polish Albums (ZPAV)                  | 1               |
| Шотландія Scottish Albums (OCC)              | 76              |
| Іспанія Spanish Albums (PROMUSICAE)          | 85              |
| Швейцарія Swiss Albums (Schweizer Hitparade) | 15              |
| Swiss Albums (Romandie)                      | 1               |
| Велика Британія UK Albums (OCC)              | 68              |
| Велика Британія UK Independent Albums (OCC)  | 9               |
| США Billboard 200                            | 46              |
| US Independent Albums (Billboard)            | 12              |
| US World Albums (Billboard)                  | 1               |

| Чарт (2012)                 | Позиція |
| --------------------------- | ------- |
| French Albums (SNEP)        | 177     |
| US World Albums (Billboard) | 8       |

## Сертифікації
| Регіон                                       | Сертифікація | Продажі |
| -------------------------------------------- | ------------ | ------- |
| Польща (ZPAV)                                | Золотий      | 10 000* |
| *продажі, що базуються лише на сертифікаціях |              |         |